# Country Music Hall of Fame

Logo der CMHOF

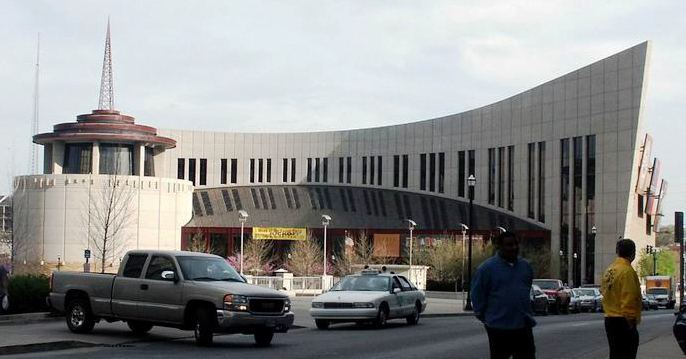
Die neue CMHOF in Nashville

Die Country Music Hall of Fame wurde 1961 von der US-amerikanischen Country Music Association gegründet, um die kulturellen Errungenschaften der Country-Musik zu bewahren.
Die zunächst nur virtuell vorhandene Country Music Hall of Fame erhielt am 1. April 1967 ein Museumsgebäude in der Music Row in Nashville. Bis dahin wurden die Auszeichnungen im Tennessee State Museum gezeigt. Dem Museum angeschlossen wurden 1968 die Bibliothek Country Music Foundation Library, 1977 das historische RCA Studio B und 1986 Hatch Show Print, eine historische Plakatdruckerei.
Am 17. Mai 2001 wurde ein Neubau im Stadtzentrum von Nashville bezogen. Das Museum enthält Artefakte und Memorabilien der Country-Musik und macht sie durch Ausstellungen der Öffentlichkeit zugänglich. Zahlreiche Stars vermachten dem Museum ihre persönlichen Erinnerungsstücke.  
Neben der dokumentarischen und publizistischen Aufgabe ehrt die Country Music Hall of Fame verdiente Persönlichkeiten der Country-Musik. Es gilt als höchste Auszeichnung, in diese Institution aufgenommen zu werden. Gewöhnlich werden Künstler, Songwriter und Produzenten erst am Ende ihrer Karriere oder postum berücksichtigt. Die ersten, die 1961 ausgezeichnet wurden, waren Hank Williams, Jimmie Rodgers und der Songschreiber  Fred Rose. 

## Liste der Ausgezeichneten
- 1961: Jimmie Rodgers, Fred Rose, Hank Williams
- 1962: Roy Acuff
- 1964: Tex Ritter
- 1965: Ernest Tubb
- 1966: Eddy Arnold, Jim Denny, George D. Hay, Uncle Dave Macon
- 1967: Red Foley, J. L. Frank, Jim Reeves, Stephen H. Sholes
- 1968: Bob Wills
- 1969: Gene Autry
- 1970: Bill Monroe, Original Carter Family
- 1971: Arthur E. Satherley, Carson Robison
- 1972: Jimmie Davis
- 1973: Chet Atkins, Patsy Cline
- 1974: Owen Bradley, Pee Wee King
- 1975: Minnie Pearl
- 1976: Paul Cohen, Kitty Wells
- 1977: Merle Travis
- 1978: Grandpa Jones
- 1979: Hubert Long, Hank Snow
- 1980: Johnny Cash, Connie B. Gay, Original Sons of the Pioneers
- 1981: Vernon Dalhart, Grant Turner
- 1982: Lefty Frizzell, Roy Horton, Marty Robbins
- 1983: Little Jimmy Dickens
- 1984: Ralph Peer, Floyd Tillman
- 1985: Lester Flatt und Earl Scruggs
- 1986: Duke of Paducah
- 1987: Rod Brasfield
- 1988: Loretta Lynn, Roy Rogers
- 1989: Jack Stapp, Cliffie Stone, Hank Thompson
- 1990: Tennessee Ernie Ford
- 1991: Felice Bryant
- 1992: George Jones, Frances Preston
- 1993: Floyd Cramer, Willie Nelson
- 1994: Merle Haggard
- 1995: Roger Miller, Jo Walker-Meador
- 1996: Patsy Montana, Buck Owens, Ray Price
- 1997: Harlan Howard, Brenda Lee, Cindy Walker
- 1998: George Morgan, Elvis Presley, E.W. „Bud“ Wendell, Tammy Wynette
- 1999: Johnny Bond, Dolly Parton, Conway Twitty
- 2000: Charley Pride, Faron Young
- 2001: Bill Anderson, Delmore Brothers, Everly Brothers, Don Gibson, Homer and Jethro, Waylon Jennings, The Jordanaires, Don Law, Louvin Brothers, Ken Nelson, Webb Pierce, Sam Phillips
- 2002: Bill Carlisle, Porter Wagoner
- 2003: Floyd Cramer, Carl Smith
- 2004: Kris Kristofferson, Jim Foglesong
- 2005: Glen Campbell, DeFord Bailey, Alabama
- 2006: Harold Bradley, Sonny James, George Strait
- 2007: Ralph Emery, Vince Gill, Mel Tillis
- 2008: Tom T. Hall, Emmylou Harris, The Statler Brothers, Ernest Stoneman
- 2009: Roy Clark, Barbara Mandrell, Charlie McCoy
- 2010: Jimmy Dean, Ferlin Husky, Billy Sherrill, Don Williams
- 2011: Bobby Braddock, Reba McEntire, Jean Shepard
- 2012: Garth Brooks, Hargus Robbins, Connie Smith
- 2013: Kenny Rogers, Bobby Bare, Jack Clement
- 2014: Hank Cochran, Mac Wiseman, Ronnie Milsap
- 2015: Grady Martin, The Oak Ridge Boys, Jim Ed Brown und The Browns
- 2016: Fred Foster, Charlie Daniels, Randy Travis
- 2017: Alan Jackson, Jerry Reed, Don Schlitz
- 2018: Johnny Gimble, Ricky Skaggs, Dottie West
- 2019: Brooks & Dunn, Ray Stevens, Jerry Bradley
- 2020: Hank Williams, Jr., Marty Stuart, Dean Dillon
- 2021: Eddie Bayers, Ray Charles, Pete Drake, The Judds
- 2022: Joe Galante, Jerry Lee Lewis, Keith Whitley[1]
- 2023: Patty Loveless, Bob McDill, Tanya Tucker[2]
- 2024: James Burton, John Anderson, Toby Keith